# Les 22 lois immuables du marketing
 (mars 2023).
Les 22 lois immuables du marketing (1993) est un livre des américains Al Ries et Jack Trout, pionniers de la théorie du positionnement marketing.

## Chapitres
1. Plutôt le premier que le meilleur
2. Si vous n’êtes pas premier de votre catégorie créez en une nouvelle où vous serez le premier
3. Ce qui compte c’est d’être le premier dans l’esprit des clients
4. Le marketing n’est pas une bataille de produits, mais de perception
5. L’approche la plus efficace est de s’approprier un mot dans l’esprit du client
6. Deux marques ne peuvent prétendre au même mot dans l’esprit des clients
7. Vous devez adapter votre stratégie à la position que vous occupez sur l’échelle mentale des clients
8. À long terme, tout marché se réduit à un duel entre deux concurrents
9. Si vous voulez prospérer en deuxième position, vous devez établir votre stratégie en fonction du premier
10. Avec le temps toutes les catégories se divisent en deux
11. Les phénomènes de marketing doivent se juger sur la durée
12. Les marques doivent résister à l’incoercible tentation d’étendre leur territoire
13. Pour gagner il faut savoir se fixer des limites
14. À chaque attribut correspond un attribut opposé, aussi efficace
15. Péché avoué se transforme en vertu
16. Dans chaque situation il n’existe qu’un angle d’approche qui permette des résultats significatifs
17. Principe de Murphy et les concurrents font ce qu’ils veulent
18. Le succès rend arrogant, l’arrogance mène à l’échec
19. Il faut savoir faire la part de l’échec
20. La véritable portée d’un événement est inversement à ce qu’en disent les médias
21. Mode phénomènes passagers, tendances lourdes
22. Trouver les moyens de ses idées